# Казале Ботоне (Л'Аквила)
Казале Ботоне (итал. Casale Bottone) је насеље у Италији у округу Л'Аквила, региону Абруцо.
Према процени из 2011. у насељу је живело 20 становника. Насеље се налази на надморској висини од 1053 м.